# Bourgès
Ne doit pas être confondu avec Bourges ou Maurice Bourgès-Maunoury.
Joseph Bourgès dit Paul Bourgès ou Bourgès, né à Bordeaux le 26 octobre 1840 et mort à Paris (10e arrondissement) le 14 septembre 1901,, est un chansonnier français.

## Biographie
En 1887, il crée à l'Eldorado Les Pioupious d'Auvergne, célèbre chanson boulangiste d'Antonin Louis.
Vers 1900, il était en vedette à la Scala et au Concert parisien à Paris, où il connut le succès avec des « chansonnettes de poivrots », comme Les Enseignes, texte à fond scatologique, principal ressort de ses succès.